# Joe Eccles
Joseph Eccles (tháng 2 năm 1906 – 1970) là một cầu thủ bóng đá người Anh thi đấu ở Football League cho Aston Villa và Northampton Town. Cha của ông, Jack, cũng là một cầu thủ bóng đá chuyên nghiệp.